# World Badminton Grand Prix 1994
Der World Badminton Grand Prix 1994 war die 12. Auflage des World Badminton Grand Prix. Zum Abschluss der Serie fand ein Finale statt.

## Austragungsorte
| Veranstaltung       | Ort                 | Preisgeld    | IBF-Wertungskategorie | Datum       |
| ------------------- | ------------------- | ------------ | --------------------- | ----------- |
| Chinese Taipei Open | Taipeh              | 110.000 US $ | 5 Sterne              | 12.–16.1.   |
| Japan Open          | Tokio               | 110.000 US $ | 5 Sterne              | 18.–23.1.   |
| Korea Open          | Seoul               | 125.000 US $ | 5 Sterne              | 25.–30.1.   |
| Swiss Open          | Basel               | 65.000 US $  | 3 Sterne              | 2.–6.3.     |
| Swedish Open        | Lund                | 15.000 US $  | 1 Stern               | 11.–13.3.   |
| All England         | Birmingham          | 125.000 US $ | 5 Sterne              | 16.–20.3.   |
| French Open         | Paris               |              |                       | 24.–27.03.  |
| Malaysia Open       | Johor Bahru         | 180.000 US $ | 6 Sterne              | 5.–10.7.    |
| Singapur Open       | Singapur            | 90.000 US $  | 4 Sterne              | 13.–17.7.   |
| Brunei Open         | Bandar Seri Begawan | 20.000 US $  |                       | 19.–23.7.   |
| Indonesia Open      | Yogyakarta          | 166.000 US $ | 6 Sterne              | 8.–14.08.   |
| Canadian Open       | Calgary, Alberta    | 35.000 US $  | 2 Sterne              | 14.–18.9.   |
| US Open             | Los Angeles         |              |                       | 22.–25.9.   |
| Dutch Open          | Den Bosch           | 35.000 US $  | 2 Sterne              | 28.9.–2.10. |
| German Open         | Leverkusen          | 60.000 US $  | 3 Sterne              | 5.–9.10.    |
| Denmark Open        | Esbjerg             |              |                       | 12.–16.10.  |
| Finnish Open        |                     |              |                       |             |
| Russian Open        | Moskau              | 35.000 US $  | 2 Sterne              | 26.–30.10.  |
| Thailand Open       | Bangkok             | 90.000 US $  | 4 Sterne              | 2.–6.11.    |
| Hong Kong Open      | Hongkong            | 125.000 US $ | 5 Sterne              | 8.–13.11.   |
| China Open          | Dalian              | 130.000 US $ | 5 Sterne              | 16.–20.11.  |
| Scottish Open       | Glasgow             |              |                       | 23.–27.11.  |
| Grand Prix Finale   | Bangkok             | 300.000 US $ | -                     | 7.–11.12.   |

## Die Sieger
| Veranstaltung       | Herreneinzel           | Dameneinzel         | Herrendoppel                            | Damendoppel                        | Mixed                                   |
| ------------------- | ---------------------- | ------------------- | --------------------------------------- | ---------------------------------- | --------------------------------------- |
| Chinese Taipei Open | Heryanto Arbi          | Susi Susanti        | Rudy Gunawan Bambang Suprianto          | Finarsih Lili Tampi                | Michael Søgaard Gillian Gowers          |
| Japan Open          | Ardy Wiranata          | Susi Susanti        | Denny Kantono Ricky Subagja             | Chung So-young Gil Young-ah        | Jon Holst-Christensen Catrine Bengtsson |
| Korea Open          | Ardy Wiranata          | Bang Soo-hyun       | Peter Axelsson Pär-Gunnar Jönsson       | Chung So-young Gil Young-ah        | Michael Søgaard Gillian Gowers          |
| Swiss Open          | Thomas Stuer-Lauridsen | Camilla Martin      | Peter Axelsson Pär-Gunnar Jönsson       | Lotte Olsen Lisbet Stuer-Lauridsen | Peter Axelsson Marlene Thomsen          |
| Swedish Open        | Jens Olsson            | Bang Soo-hyun       | Rexy Mainaky Ricky Subagja              | Chung So-young Gil Young-ah        | Yoo Yong-sung Jang Hye-ock              |
| All England         | Heryanto Arbi          | Susi Susanti        | Rudy Gunawan Bambang Suprianto          | Chung So-young Gil Young-ah        | Nick Ponting Joanne Wright              |
| French Open         | Sun Jun                | Zhang Ning          | Aras Razak Amon Santoso                 | Helene Kirkegaard Rikke Olsen      | Liang Qing Peng Yun                     |
| Malaysia Open       | Joko Suprianto         | Susi Susanti        | Rexy Mainaky Ricky Subagja              | Ge Fei Gu Jun                      | Jan-Eric Antonsson Astrid Crabo         |
| Singapur Open       | Ardy Wiranata          | Ra Kyung-min        | Rexy Mainaky Ricky Subagja              | Ge Fei Gu Jun                      | Thomas Lund Marlene Thomsen             |
| Brunei Open         | Sun Jun                | Zhang Ning          | Cun Cun Haryono Victo Wibowo            | Peng Xinyong Zhang Jin             | nicht ausgetragen                       |
| Indonesia Open      | Ardy Wiranata          | Susi Susanti        | Rexy Mainaky Ricky Subagja              | Finarsih Lili Tampi                | Jiang Xin Zhang Jin                     |
| Canadian Open       | Lioe Tiong Ping        | Pernille Nedergaard | Ade Sutrisna Candra Wijaya              | Helene Kirkegaard Rikke Olsen      | Jürgen Koch Irina Serova                |
| US Open             | Thomas Stuer-Lauridsen | Liu Guimei          | Ade Sutrisna Candra Wijaya              | Helene Kirkegaard Rikke Olsen      | Jens Eriksen Rikke Olsen                |
| Dutch Open          | Poul-Erik Høyer Larsen | Lim Xiaoqing        | Denny Kantono S. Antonius Budi Ariantho | Peng Xinyong Zhang Jin             | Chris Hunt Gillian Gowers               |
| German Open         | Poul-Erik Høyer Larsen | Lim Xiaoqing        | Jon Holst-Christensen Thomas Lund       | Peng Xinyong Zhang Jin             | Thomas Lund Marlene Thomsen             |
| Denmark Open        | Poul-Erik Høyer Larsen | Camilla Martin      | Denny Kantono S. Antonius Budi Ariantho | Lim Xiaoqing Christine Magnusson   | Thomas Lund Marlene Thomsen             |
| Russian Open        | Chen Gang              | Xu Li               | Sergey Melnikov Nikolai Sujew           | Svetlana Alferova Marina Yakusheva | Liu Yong Li Qi                          |
| Thailand Open       | Joko Suprianto         | Susi Susanti        | Denny Kantono S. Antonius Budi Ariantho | Ge Fei Gu Jun                      | Tri Kusharyanto Minarti Timur           |
| Hong Kong Open      | Heryanto Arbi          | Bang Soo-hyun       | Rexy Mainaky Ricky Subagja              | Jang Hye-ock Shim Eun-jung         | Thomas Lund Marlene Thomsen             |
| China Open          | Alan Budikusuma        | Bang Soo-hyun       | Huang Zhanzhong Jiang Xin               | Ge Fei Gu Jun                      | Thomas Lund Marlene Thomsen             |
| Scottish Open       | Tomas Johansson        | Lim Xiaoqing        | Andrei Antropow Nikolai Sujew           | Katrin Schmidt Kerstin Ubben       | Jan-Eric Antonsson Astrid Crabo         |
| Grand Prix Finale   | Ardy Wiranata          | Susi Susanti        | Rexy Mainaky Ricky Subagja              | Ge Fei Gu Jun                      | Thomas Lund Marlene Thomsen             |